# 운동피질
운동피질(運動皮質, motor cortex) 또는 운동겉질은 자발적 운동의 계획, 제어, 실행 기능을 수행하는 대뇌 피질이다. 단순한 운동 패턴을 조합하여 복잡한 동작을 만들어내는 기능적 영역이다. 해부학적으로는 피라미드로의 최상위에 위치하며, 전두엽의 뒤쪽으로 두정엽과의 경계가 되는 중심앞이랑의 후방에 위치한다.
운동피질에 의해 제어되는 운동은 수의적 운동이다. 반면 반사는 척수나 뇌줄기 등 더 낮은 수준에서 이루어진다. 수의적 운동의 조절 중 근긴장도 조절에는 기저핵이 중요한 역할을 하며, 운동의 공간적 조절, 힘과 속도의 예측 및 동작의 부드러운 진행을 위한 세부 조정은 소뇌가 같이 관여한다. 또한 올리브체와 적색핵은 피라미드바깥로의 일부로, 피라미드로와 구별되어왔다. 그러나 이러한 피라미드로와 피라미드바깥로의 구분은 현재에는 거의 사용되지 않는데, 이는 대뇌 피질과 피질하 구조들이 긴밀하게 연결되어있어 상당 부분 겹치기 때문이다. 이외에 후두정피질도 운동의 계획과 실행에 중요한 역할을 한다.

## 구성
운동피질은 기능적/조직학적으로 일차운동피질(M1), 보조운동영역(supplementary motor area, SMA), 전운동피질(premotor area)로 구분된다. 후자의 두 영역은 현재 이해에 따르면, 학습된 움직임에서 특정 운동 순서를 구성하고 의식적 및 무의식적 움직임을 준비하는 역할을 한다. 일차운동피질에 위치한 운동신경세포는 축삭이 척수와 운동에 관여하는 뇌신경핵에 도달하여 운동피질의 주요 출력 경로가 된다. 이후 척수에서 말초 운동신경세포(앞뿔)로 전달된 신호는 최종적으로 수의근에 도달한다.
브로드만 영역(BA)에 따르면, 일차운동피질은 BA 4에 해당하며, 보조운동영역과 전운동피질은 BA 6에 해당한다. 최근의 기능적 기준에 따른 세분화에서는 총 7~9개의 영역으로 구분되며, 이러한 세분화는 주로 붉은털원숭이 등 비인간 영장류를 대상으로 한 연구 결과에 기반한다.

### 역사
초기에 연구자들은 뇌에서 운동 조절에 관여하는 피질 영역 전체를 '운동피질'이라는 하나의 영역으로 인식했다. 이후 연구가 축적되고, 알프레드 월터 캠벨(Alfred Walter Campbell)은 처음으로 운동피질을 "일차"(primary) 영역과 "중간 전중심"(intermediate precentral)이라는 두 개의 영역으로 구분할 것을 제안했다. 이때 주로 세포구축(cytoarchitectonics), 즉 현미경으로 관찰한 피질의 구조적 특성을 볼 때 일차운동피질에는 거대한 세포체를 가진 베츠 세포가 존재하므로 이를 기준으로 제안한 것이다. 다만 당시에는 베츠 세포들이 척수로 신호를 보내는 가장 주된 세포들로 잘못 이해되었었다. 이후 연구에 따르면, 베츠 세포는 피질에서 척수로 향하는 세포의 약 2~3%만을 차지하며, 일차운동피질에서 척수로 향하는 투사의 약 10%에 해당한다.베츠 세포의 구체적인 기능은 아직 밝혀지지 않았지만, 이들은 여전히 일차운동피질의 표지로 사용된다.
캠벨에 이어 오스카 포크트(Oskar Vogt), 세실 포크트뮈니에(Cécile Vogt-Mugnier), 그리고 오트프리트 푀르스터(Otfrid Foerster) 역시 운동피질을 일차운동피질(브로드만 영역 4)과 고차운동피질(브로드만 영역 6)로 나눌 수 있다고 제안했다. 그러나 와일더 펜필드는 이 견해에 동의하지 않았으며, 영역 4와 영역 6은 기능적으로 구분되지 않는다고 보았다. 그의 관점에서 두 영역은 운동 정보를 표현하며, 영역 6은 등과 목 근육을 더 강조하는 정도의 경미한 차이만 있다고 보았다. 원숭이의 운동 지도를 연구한 울지(Woolsey) 또한 일차운동피질과 전운동피질 사이에 뚜렷한 구분이 없다고 믿었다. 그는 일차운동피질과 전운동피질을 아우르는 단일 지도를 "M1"으로 명명했다. 현대에는 동일한 의미로 사용되는 "M1"과 "일차운동피질"은 사실 다른 운동피질 조직 개념에서 유래된 것이다.
펜필드와 울지의 견해에도 불구하고, 연구 결과가 축적되며 영역 4와 영역 6은 서로 다른 기능을 수행하므로 별개의 피질 영역으로 간주해야 한다는 합의가 형성되었다. 풀턴(Fulton)은 일차운동피질(영역 4)과 전운동피질(영역 6) 사이의 구분을 확립하는 데 기여했다. 풀턴이 지적했으며 이후 연구에서도 검증된 바와 같이, 일차운동피질과 전운동피질은 모두 척수에 직접 신호를 보내며, 어느 정도 직접적으로 운동을 조절할 수 있다. 풀턴의 연구에서는 일차운동피질이 손상되었을 때 움직임이 곧 회복되고, 전운동피질이 손상되었을 때도 마찬가지로 회복되지만, 두 영역이 모두 손상되면 움직임이 소실되고 회복되지 않는 것으로 나타났다.

### 일차운동피질

운동피질의 호문쿨루스

일차운동피질은 대부분 중심고랑 앞쪽에 위치한 중심앞이랑에 자리하고 있다. 신체에서 인접한 부위들이 일차운동피질에서도 인접하게 표현되는데, 이를 따라 체성분절지도(somatotopy)를 그릴 수 있다. 이때 신체의 부피나 표면적과 피질에서 차지하는 면적에 차이가 있어 신체는 축소되고 뒤집힌 형태의 ‘호문쿨루스’로서 피질에 그려진다. 이는 특정 신체 부위가 매우 정교한 운동 조절을 필요로 하기 때문이다. 인간의 경우, 손과 조음기관의 영역이 넓게 분포한다. 반면, 등과 같은 부위는 비교적 조잡한 움직임만 가능하며, 자세 유지와 지지 근육은 자동 조절의 비율이 높다. 이에 따라 각 부위가 차지하는 피질 영역의 크기도 다르다.
일차운동피질의 체성분절지도는 일차체성감각피질(S1, BA 3b)보다는 다소 단순하게 표현된다. S1은 신체 표면을 보다 정확하고 세밀하게 표현한다.
일차운동피질에서 시작하는 날신경섬유는 함께 모여 피질핵로(corticonuclear tract)와 피질척수로(corticospinal tract), 즉 피라미드로를 형성한다. 피질핵로는 운동 뇌신경핵에 신호를 보내며, 피질척수로는 척수로 신호를 전달한다.

### 전운동피질
전운동피질(前運動皮質, premotor cortex)은 비교적 넓은 피질 영역으로, 브로드만 영역 6과 8(피라미드 바깥로 영역)에 해당한다. 이 영역은 일차운동피질 앞에 위치하며, 대뇌 표면의 가쪽(측면)에 있다. 반면, 보조운동영역(SMA)은 안쪽(내측)으로 더 치우쳐 있으며, 대뇌 반구가 서로맞닿는 표면에 걸쳐 위치한다. 전운동피질의 주요 기능은 운동 계획을 수립하고 소뇌 및 기저핵과 조율하는 것이다. 이 과정에서 필요한 운동 범위를 정의하는 감각 정보도 통합된다.

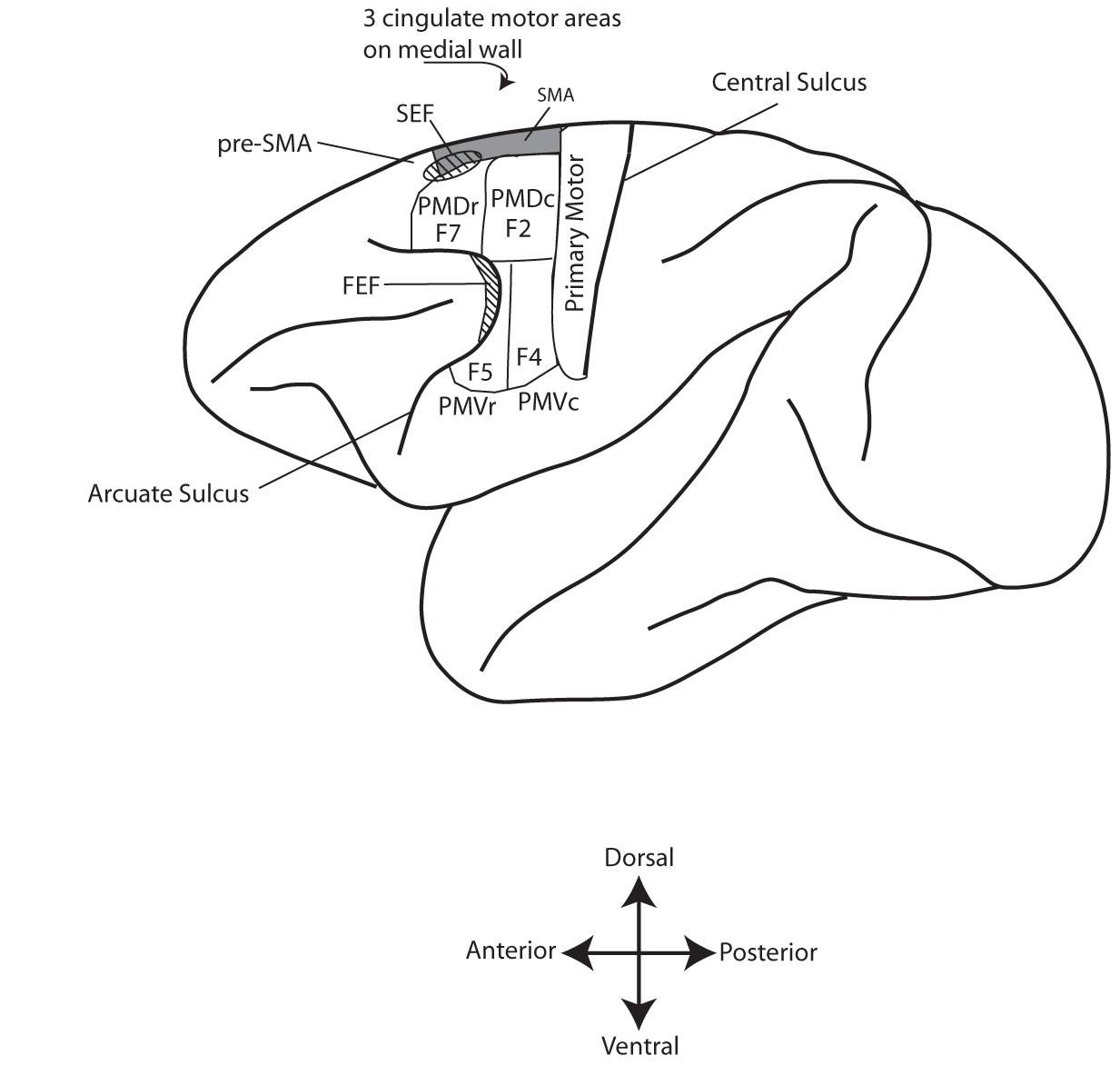
원숭이에서 전운동피질의 일반적 구분.

전운동피질은 크게 네 개의 영역으로 구별된다. 첫째로는 크게 등쪽 전운동피질(dPMC 또는 PMd)과 배쪽 전운동피질(vPMC 또는 PMv)로 나뉜다. 이 두 영역은 특히 시각 정보(예: 물체의 위치와 형태)를 운동 계획으로 변환하는 데 관여한다. 등쪽 전운동피질의 신경세포는 주로 물체의 공간적 위치를 인식하며, 배쪽 전운동피질은 물체를 잡기 위한 손과 손가락의 움직임을 조절한다. 이 두 영역은 두정엽과 긴밀히 연결되어 있으며, dPMC는 주로 윗두정소엽(SPL)에서, vPMC는 아래두정소엽(IPL)과 특히 두정소엽고랑(IPS)에서 신호를 받는다. 두정엽은 또한 시각 피질과 강하게 연결되어 있다. 둘째로는 앞쪽(rostral)과 뒤쪽(caudal)로 구별하여 총 PMDr, PMDc, PMVr, PMVc의 네 영역으로 구별하는 것이다.
PMDc는 팔 뻗기 동작과 관련하여 자주 연구된다. 실제로 PMDc의 신경세포는 팔을 뻗는 동안 활성화된다. 원숭이가 중앙 위치에서 여러 목표 위치로 팔을 뻗는 훈련을 받으면, PMDc의 신경세포는 뻗기 준비 단계와 뻗기 동작 동안 모두 활성화된다. 이 세포들은 특정 방향으로 뻗는 동작에 가장 잘 반응하며, 다른 방향으로 뻗을 때는 덜 반응한다. PMDc를 전기 자극하면 곧 어깨, 팔, 손의 복합적 움직임이 유발되는데, 이는 손을 열어 물체를 잡기 위해 준비하는 동작과 유사하다.
PMDr은 임의의 감각 자극과 특정 움직임을 연합하거나 임의의 반응 규칙을 학습하는 데 관여하는 것으로 추정된다. 이러한 기능은 다른 운동피질 영역보다는 전전두피질과 더 유사하다. PMDr은 또한 눈의 움직임과 관련이 있을 수 있다. PMDr을 전기 자극하면 눈의 움직임이 유발되기도 하며, 실제로 눈의 움직임에 의해 PMDr의 신경 활동이 조절되기도 한다.
PMVc, 혹은 F4는 주로 감각 자극에 의한 운동 조절과 관련하여 연구된다. 이 영역의 신경세포는 촉각, 시각, 청각 자극에 반응한다. 특히, 이 신경세포들은 신체 주변의 공간, 즉 근체공간(近體空間, peripersonal space)에 있는 물체에 매우 민감하다. 이러한 신경세포를 전기 자극하면 신체 표면을 보호하려는 듯한 방어적 움직임이 나타난다. PMVc는 신체 주변에 안전 거리를 유지하고, 인접한 물체에 맞게 움직임을 안내하는 더 큰 신경 회로의 일부일 것으로 추정된다.
PMVr, 혹은 F5는 손의 움켜쥐기 동작과 손과 입의 상호작용과 관련하여 자주 연구된다. 이 부위를 전기로 자극하면 복잡한 반응이 나타나는데, 손이 입 쪽으로 이동하거나, 손이 물체를 움켜쥔 입을 향하도록 방향을 맞추거나, 목이 돌아가 손과 입이 정렬되거나, 입이 열리는 동작 등이 나타난다.
자코모 리촐라티는 해부학적 구조를 바탕으로 움켜잡기 운동의 대뇌피질 제어에 관한 이론을 제안했다. 즉, 시각 정보는 일차시각피질(V1)에서 고차 시각영역(V2-V8)을 거쳐 두정피질로 전달되며, 여기서 물체의 위치와 형태가 분석된 후 전운동피질로 전달되어 최종적으로 일차운동피질을 활성화시킨다는 것이다. 이 이론은 현재 뇌과학 연구에서 활발히 검증되고 있다.
전운동피질의 일부 신경세포는 운동 계획과 실행뿐만 아니라 다른 개체의 동일한 움직임을 수동적으로 관찰할 때도 활성화된다. 이러한 신경세포는 거울신경세포라 불린다. 이 신경세포는 모방 학습에 중요한 역할을 하는 것으로 추정된다. 그러나 최근 가설에 따르면, 거울신경세포는 단순 모방보다는 행동을 이해하고 인지하는 역할을 한다. 예를 들어, 마카크 원숭이의 거울신경세포는 사과를 잡는 동작에서는 활성화되지만, 사과 없이 같은 동작을 수행할 때는 활성화되지 않는다. 이러한 ‘이해 네트워크’의 이상이 자폐증의 병태생리적 원인일 수 있다는 가설도 있다.
언어 생성에 중요한 브로카 영역(BA 44와 45)과 전두안구영역(BA 8)도 기능적으로 전운동피질에 속한다. 하지만 이들은 구조적으로는 전전두피질의 과립성 피질에 가깝다. 이는 전운동피질이 매우 다양한 기능적 특성을 가진다는 것을 보여준다.

### 보조운동영역
보조운동영역(supplemantary motor area, SMA)은 동작 순서 학습과 복잡한 운동 패턴 준비에 중요한 역할을 한다. 원숭이를 대상으로 한 연구에서 SMA가 일시적으로 차단되면 운동을 시작할 수 없는 현상이 나타났다. 이는 SMA가 운동 준비 및 시작 기능을 담당한다는 것을 시사한다. 또한, SMA에서는 운동이 실제로 이루어지기 1초 이상 전에 전위 상승이 관찰되는데, 이를 준비전위(Bereitschaftspotential)라고 한다.
SMA는 양손 협응 운동 조절에도 중요한 역할을 한다. 1980년대에 탄지(Tanji) 교수는 마카크 원숭이의 SMA에서 단일 손과 양손 움직임 모두에 반응하는 신경세포를 처음으로 발견했다. 하지만 이후 연구에서 일차운동피질(M1) 등 다른 영역에도 양손 운동에 반응하는 신경세포가 존재하는 것이 밝혀지면서, SMA의 독점적 역할 가설은 수정되었다.
인간을 대상으로 한 기능적 뇌영상 연구에 따르면, 단일 손 움직임과 양손 움직임에서 활성화되는 영역의 구성은 크게 다르지 않다. 그러나 각 영역간 상호작용, 즉 연결성의 관점에서 볼 때에 양손 운동 시 두 대뇌 반구 간의 상호 연결이 활발히 일어나는데, 이 과정에서 SMA가 중요한 통합 역할을 수행하는 것으로 해석된다. 특히 좌반구의 SMA는 우반구의 SMA에 대해 우세한 역할을 하며, 이를 근거로 일부 연구자들은 SMA가 손잡이 성향(오른손잡이/왼손잡이)의 생물학적 기반이 될 수 있다고 제안한다.

## 병행처리
멜빈 굿데일Melvyn A. Goodale과 데이비드 밀너A. David Milner의 TVSH (two-visual-systems hypothesis) 이론에 대한 주요한 근거를 제공한바있는 로버트 휘트웰Robert L. Whitwell 등의 연구결과에서 시각정보가 시각피질의 정보들이 운동피질과 양방향으로 연결되어 동시에 서로 긴밀하게 협응하여 인식된 정보를 바탕으로 행동을 조절하여 결과를 만들어내는 병행처리 수행의 협응 기작을 주요한 연구결과로 보고한바 있다.

## 역사
1870년에 에두아르트 히치히와 구스타프 프리치는 개의 뇌의 특정 영역을 자극할 때, 반대쪽에 위치한 근육이 수축한다는 사실을 발견한다.
그로부터 4년 후인 1874년에는 웨이크필드의 한 정신병원에 근무하던 데이비드 페리어가 원숭이의 뇌에 전기자극을 주며 어느 부위의 운동기능과 관련되어있는지를 조사한다. 그 결과 정수리 부근이 발의 운동에 관여하며, 귀로 내려오면 담당하는 운동부위가 점점 올라가다 얼굴 부근의 운동과 관련되어있음을 밝혀낸다. 심지어 자극을 1초 정도 길게 지속하는 경우 단순히 근육이 움찔대는 것에서 끝나는게 아니라, 특정한 형태로 운동한다는 것도 밝혀냈다.
이후로 많은 학자들이 유인원이나 실제 사람의 운동피질을 대상으로 연구해왔다. 사람의 경우 1905년 캠벨에 의해 운동피질의 뇌지도가 처음으로 그려졌다. 캠벨은 오래 전 팔을 잃은 환자의 뇌를 해부하여 팔의 운동과 관련된 운동 영역의 신경세포가 많이 줄어들었음을 관찰하였다. 이는 다리를 잃은 환자의 경우도 마찬가지였다.
1919년부터 1936년까지는 프랑스의 신경과학자인 보크트Vogt 부부와 독일의 신경외과의인 오트프리트 푀르스터가 전기 자극을 주는 형태로 운동피질과 신체 사이의 연관성을 탐구했다. 1937년에는 펜필드Penfield 가 뇌전증 환자의 뇌의 거의 모든 영역에 자극을 주며 탐구한 결과 운동 피질의 기능에 대해서도 잘 알려지게 되었다. 호문클루스라는 이름도 펜필드가 붙였다.

## 같이 보기
- 대뇌피질

## 참고 문헌
- (Front. Neurol., 08 December 2014  https://doi.org/10.3389/fneur.2014.00255 The two visual systems hypothesis: new challenges and insights from visual form agnosic patient DF , Robert L. Whitwell,A. David Milner and imageMelvyn A. Goodale) https://www.frontiersin.org/articles/10.3389/fneur.2014.00255/full
- (Nat Rev Neurosci. 2001 Sep;2(9):635-42. doi: 10.1038/35090055. Neural foundations of imagery

S M Kosslyn , G Ganis, W L Thompson PMID: 11533731 DOI: 10.1038/35090055) https://pubmed.ncbi.nlm.nih.gov/11533731/
- Plant, Gordon T., James-Galton, Merle, Wilkinson, David T. (2015) Progressive cortical visual failure associated with occipital calcification and coeliac disease with relative preservation of the dorsal ‘action’ pathway. Cortex, 71 . pp. 160-170. ISSN 0010-9452. (doi:10.1016/j.cortex.2015.06.023) (KAR id:49155)

- Otto Detlev Creutzfeldt: Cortex cerebri. Springer, Berlin 1983. ISBN 3-540-12193-5.
- Walle Nauta, Michael Feirtag: Neuroanatomie. Eine Einführung. Spektrum, Heidelberg 1991, ISBN 3-89330-707-9.
- Karl Zilles, G. Rehkämper: Funktionelle Neuroanatomie. Springer, Berlin 1993, ISBN 3-540-54690-1.
- Detlev Drenckhahn, W. Zenker: Benninghoff. Anatomie. Urban & Schwarzenberg, München 1994, ISBN 3-541-00255-7.
- Alexa Riehle, Eilon Vaadia: Motor Cortex in Voluntary Movements (Methods and New Frontiers in Neuroscience). CRC Press, 2004, ISBN 0-8493-1287-6.